# De snijder van Ulm of De redevoering in afleveringen van een man in een onmogelijke positie
De snijder van Ulm of De redevoering in afleveringen van een man in een onmogelijke positie is een hoorspel van Theodor Weißenborn. Der Schneider von Ulm oder Fortgesetzte Rede eines Mannes in unmöglicher Position werd op 11 juni 1969 door de Westdeutscher Rundfunk uitgezonden. De TROS bracht het op zaterdag 10 april 1982. De vertaling was van Marlies Cordia, die ook regisseerde. Het hoorspel duurde 37 minuten.

## Rolbezetting
- Hans Veerman (agent)
- Paul van der Lek (arts)

## Inhoud
In de vorm van een ondervraging, waarvan verloop en voorvallen door een commentator laconiek vermeld worden, beschrijft Weißenborn de gereduceerde mens, die door waan overvallen en gepijnigd wordt zonder de geringste mogelijkheid zich daartegen te verzetten. Ongeweten en ongewild en daardoor voor de heilloos lijdende geen troost biedend, geeft het waangedrag opheldering over de structuur van de menselijke geest…